# Vincenzo Lancia
Vincenzo Lancia, född 24 augusti 1881 i Fobello, död 15 februari 1937 i Turin, var en italiensk racerförare, ingenjör och grundare av biltillverkaren Lancia.
Lancia visade tidigt talang för siffror och blev bokhållare och började arbeta för en cykelimportör i Turin. Lancia hade samtidigt ett stort intresse för teknik och kunde efterhand lära sig konstruktion och mekanik, bland annat kom han att reparera Carlo Biscaretti di Ruffias Benz. Biscaretti di Ruffia, en stor bilentusiast vars far Roberto Biscaretti di Ruffia varit med och grundat Fiat, kom senare att formge Lancias märke. Lancia kom att göra karriär på Fiat där han var chefsinspektör och testförare. Lancia var framgångsrik som racerförare och tävlade bland annat för Fiat i Le Mans. 
1907 följde den första egenkonstruerade bilen Lancia Alfa. Vincenzo Lancia presenterade sin första bil på bilsalongen i Turin 1908. Banbrytande modeller som Lambda och Aprilia följde. Vincenzo Lancias tanke bakom Lancia Lambda som tillverkades 1923–1931 var att bygga en liten och lätt bil, som inte behövde så stor motor för att uppnå goda prestanda. För att nå målen fick han ta till flera nya idéer och Lambdan anses vara en viktig milstolpe i bilutvecklingen. 
1937 avled Vincezo Lancia av en hjärtattack och ledningen av Lancia togs över av hans fru Adele Miglietti-Lancia och sonen Gianni Lancia. 